# Maplesville
Maplesville es un pueblo ubicado en el condado de Chilton en el estado estadounidense de Alabama. En el censo de 2000, su población era de 672.

## Demografía
En el 2000 la renta per cápita promedia del hogar era de $ 27.500$, y el ingreso promedio para una familia era de 36.250$. El ingreso per cápita para la localidad era de 12.777$. Los hombres tenían un ingreso per cápita de 31.042$ contra 22.361$ para las mujeres.

## Geografía
Maplesville está situado en 32°46′54″N 86°52′31″O / 32.78167, -86.87528 (32.781889, -86.875517)
Según la Oficina del Censo de los EE. UU., la ciudad tiene un área total de 3.29 millas cuadradas (8.53 km²).